# Josef Malínský
Josef Malínský (též Malinsky, Malinzky, vlastním jménem Maličký, psáno Maliczky); 14. března 1752 Brňany – 9. července 1827 Praha) byl český sochař a řezbář tradice baroka a klasicismu.

## Život
Josef Malínský se narodil v obci Brňany u Bohušovic nad Ohří. V letech 1771 – 1780 se vyučil v Litoměřicích u sochaře Antonína Wytkupa. Odešel do Prahy, kde se přiženil do rodiny hostinských. Brzy získal povolení k hostinské živnosti a otevřel si sochařskou dílnu. Zároveň byl sběratelem umění, jak dosvědčuje na jeho portrétu v pozadí antická mramorová plastika Ilionea, původem ze sbírek císaře Rudolfa II. Sochařem se stal také jeho mladší bratr Pavel Malínský. Jejich spolupráce dosud nebyla vyjasněna.

## Tvorba
V počátcích se věnoval řezbě ze slonoviny (příklad se dochoval ve sbírce UPM Praha), z mořské pěny a ze dřeva, což se projevilo i v rukopisu jeho pozdější kamenosochařské tvorby.
Jeho první sochařské práce byly ovlivněny uměleckou tradicí českého barokního sochařství 18. století rodin Platzerů a Prachnerů. Jako nejvýraznější příklad může sloužit socha tzv. Podomka (po roce 1805) ze zbořeného Thunova paláce čp. v Jungmannově ulici v Praze, dnes ve sbírce Lapidária Národního muzea. Pro Thuny tesal také některé plastiky v parku jejich usedlosti Cibulka v Praze-Košířích. Dále vytvořil roku 1810 sochu Studenta, dnes uloženou ve sbírce Národní galerie. V klasicistní stylové poloze své tvorby se inspiroval především antickými vzory řecké a římské (v pozadí na portrétu vyobrazený Ilioneus). Na rozdíl od jiných pražských sochařů té doby nebyl tolik ovlivněn římským ani vídeňským akademismem, ale více usiloval o realistické pozorování a měl smysl pro slohovou čistotu.
Svůj obdiv k antickému ideálu krásy zhmotnil především ve veřejném prostoru v monumentální kamenné plastice z pískovce. Jsou to např. kašna v Josefově podle náčrtu Josefa Berglera z roku 1817 a četné figurální náhrobky. 
Pravděpodobně nejznámějším Malínského dílem je náhrobek pražského světícího biskupa a staroboleslavského probošta Erazima Diviše z Kriegerů († 27.12.1792) v nádvoří ambitů poutního kostela Nanebevzetí Panny Marie ve Staré Boleslavi z roku 1793. Po stranách náhrobní stély s plastickou urnou jsou osazeny dvě sochy truchlících osobː anonymní postava plačky s pláštěm překrývajícím tvář, a truchlící muž. Inspiraci pro ženskou postavu lze hledat v náhrobcích Habsburků z kapucínské krypty ve Vídni. 
Náhrobek Barbory Schrenkové, vztyčený po roce 1791, patří k prvním příkladům figurální kompozice reálné zemřelé ženy v dobovém oděvu a s vlastními dětmi. Obdobně reálnou kompozicí se vyznačuje žánrová scénu na náhrobku Antonie Nádherné v Chotovinách na Táborsku: překonává dosud klasicistní formu přístěnného trojúhelného obelisku s figurální stafáží: tělo zemřelé na něm zcela zakrývá deka a oplakávači jsou dva truchlící členové rodiny, nikoliv anonymní géniové nebo andělé. Dále je Malínský autorem několika náhrobků na Malostranském hřbitově, mimo jiné i svého vlastního, na Olšanském hřbitově v Praze, dále na hřbitovech v Mladé Boleslavi, na Benešovsku u zámku Líšno, v Nesvačilech nebo na městském hřbitově v Českém Krumlově.
Významné jsou Malínského kamenné reliéfy, sloužící jako domovní znamení v Praze: kamenný reliéf tří sedláků v krojích vytvořil pro dům čp. 397/I U tří sedláků v Provaznické ulici 13 na Starém Městě, a starozákonní dvojici mužů nesoucích hrozen (Aron a Kaleb) pro dům čp. 227/I U modrého hroznu v Husově ulici 17, rovněž na Starém Městě Pražském. Pro dům čp. 166/III U zlaté studně v dnešní ulici U zlaté studně 4 na Malé Straně zhotovil kolem roku 1820 model pro litinovou desku s reliéfem Setkání Krista a Samaritánky.

## Galerie

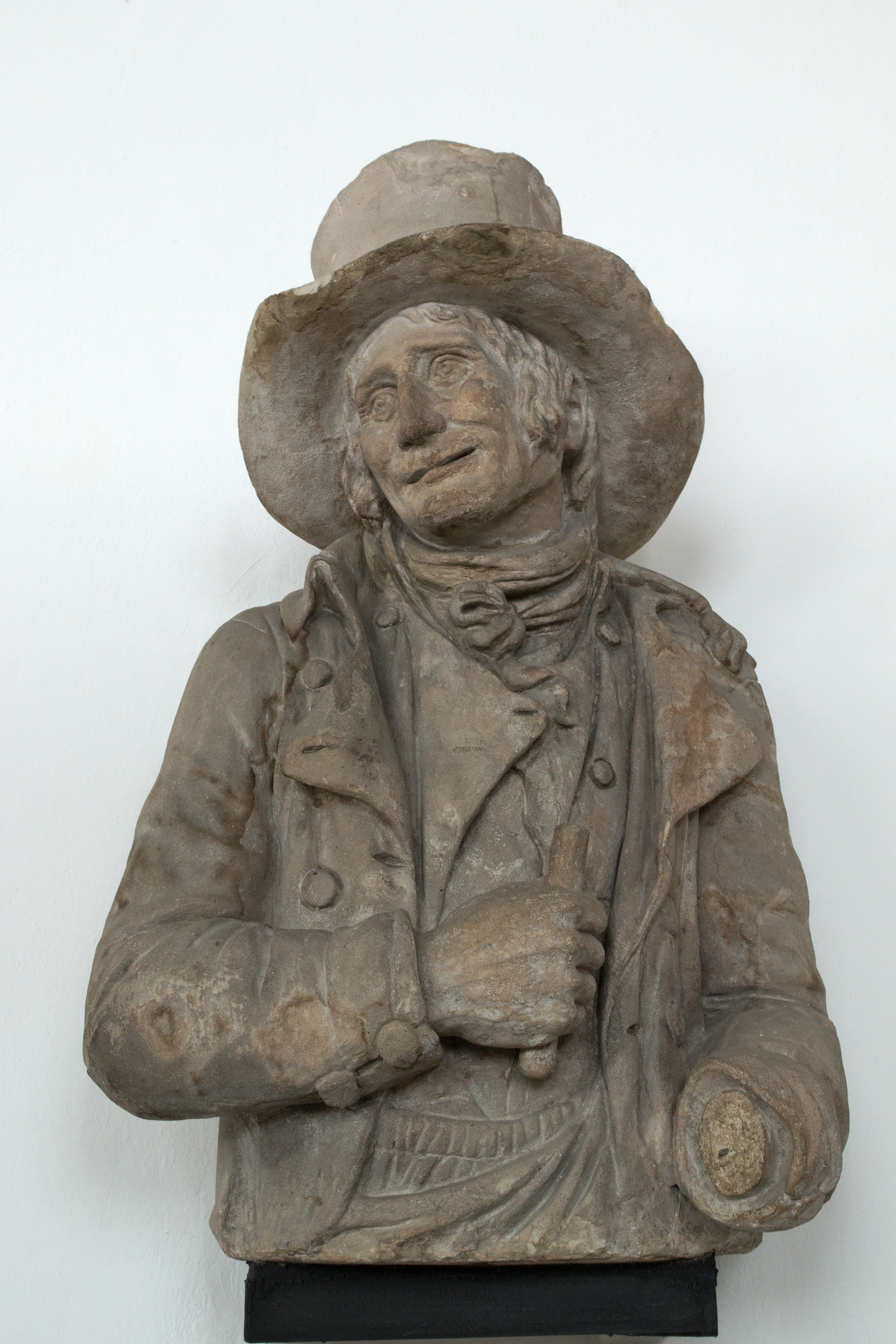
Tzv.Podomek (po 1805), Lapidárium NM
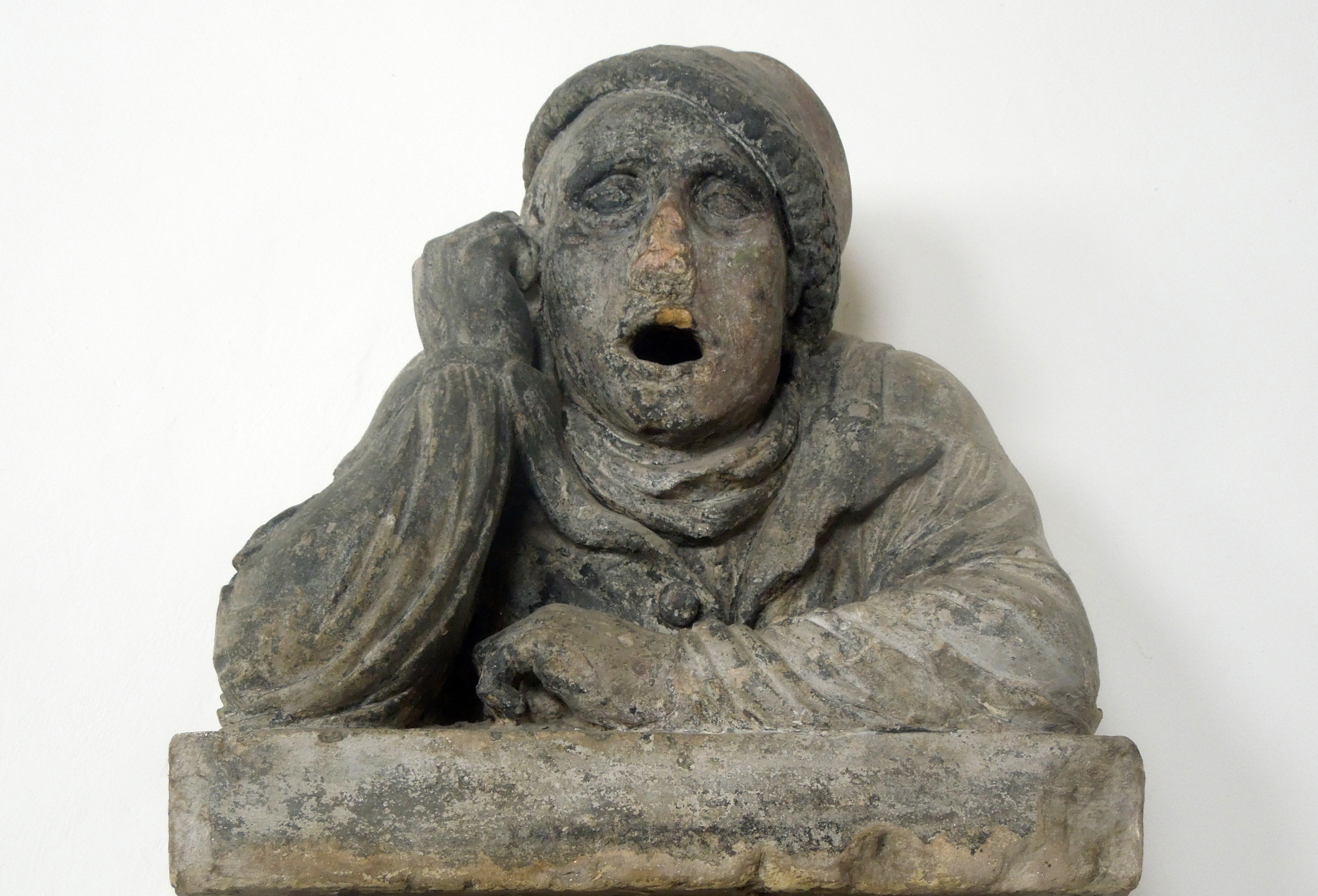
Tzv. Domovník, chrlič z Cibulky, Lapidárium NM
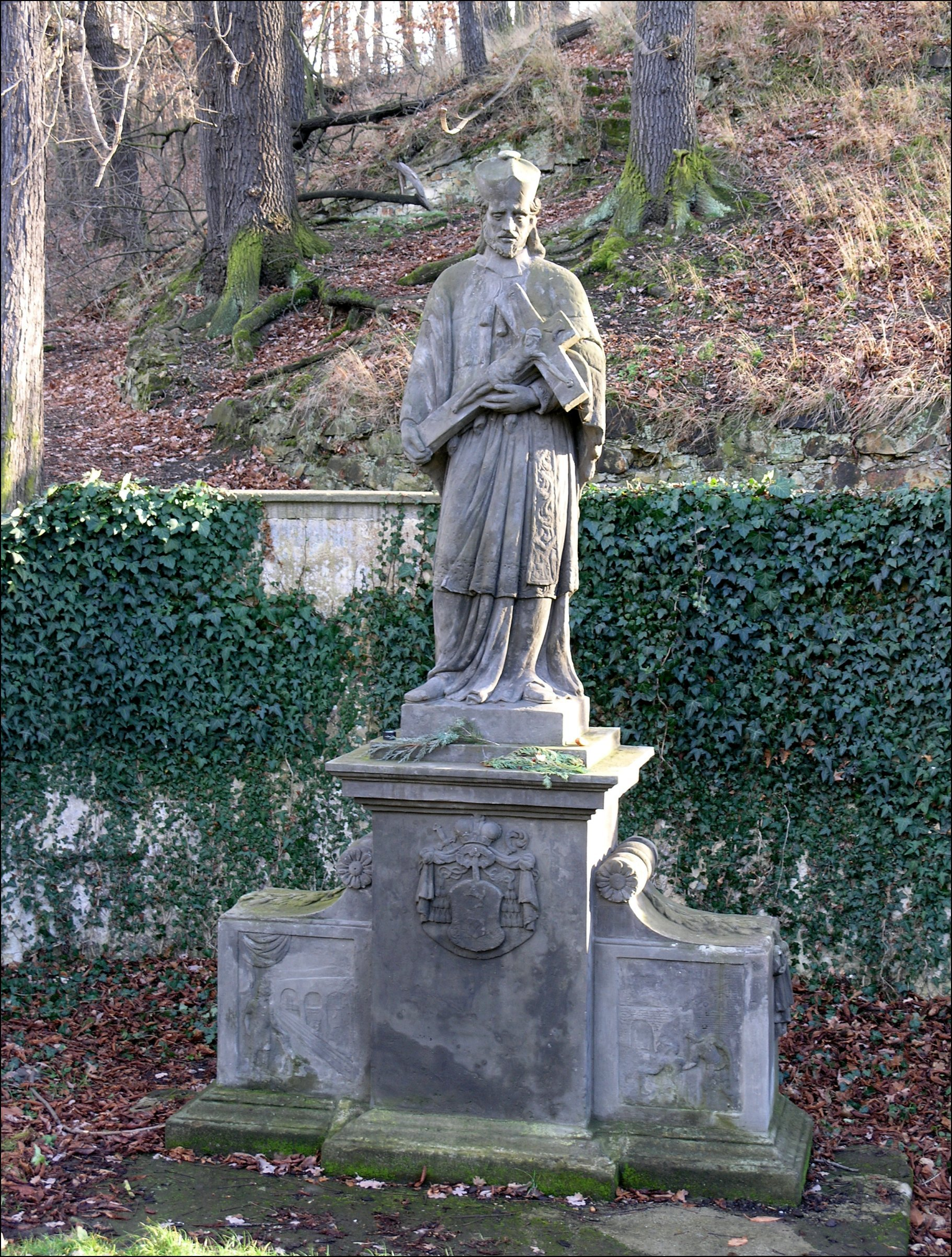
Sv. Jan Nepomucký, Cibulka
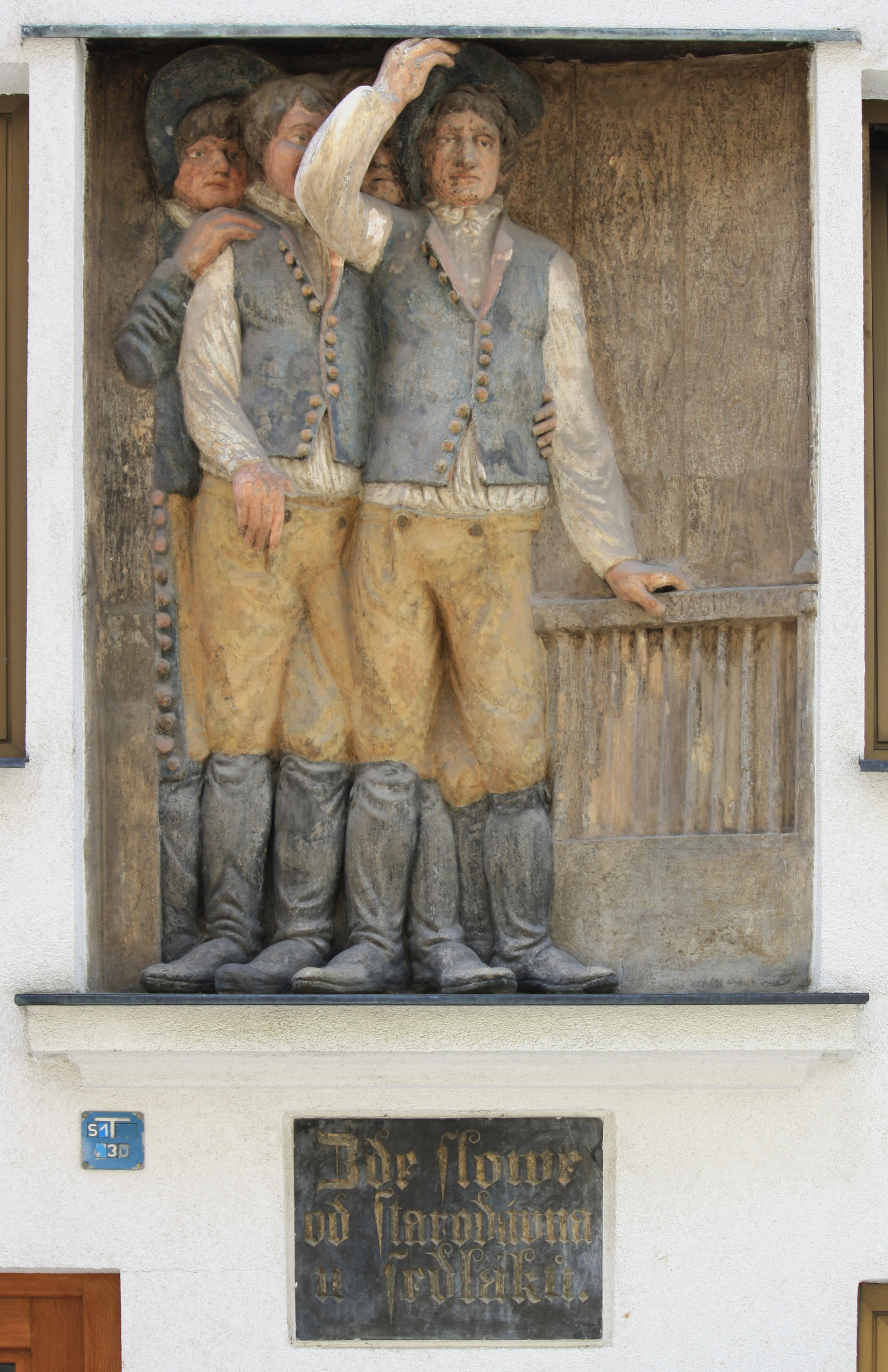
Domovní znamení U tří sedláků, Praha-Staré Město
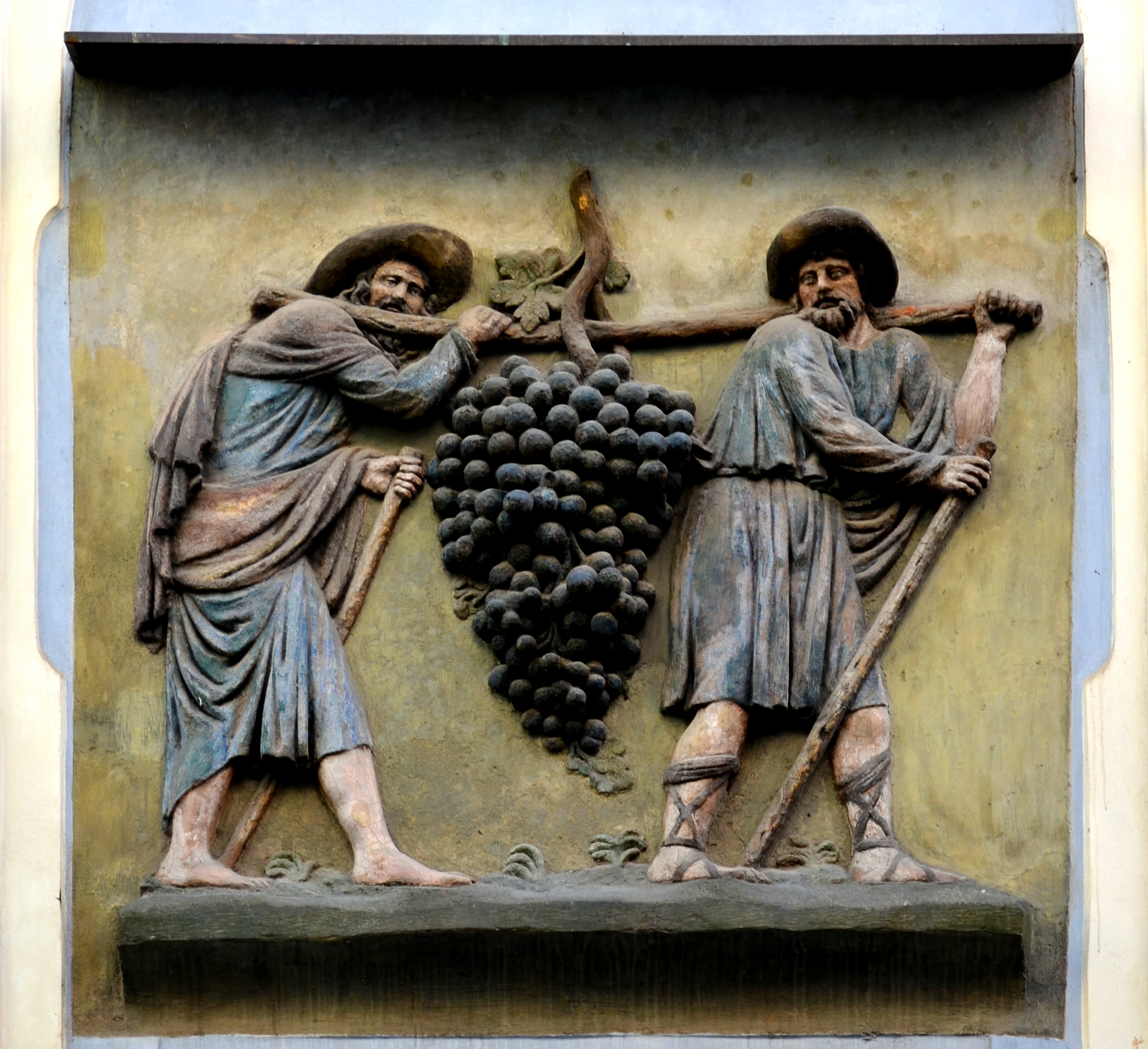
Domovní znamení U modrého hroznu, Praha-Staré Město
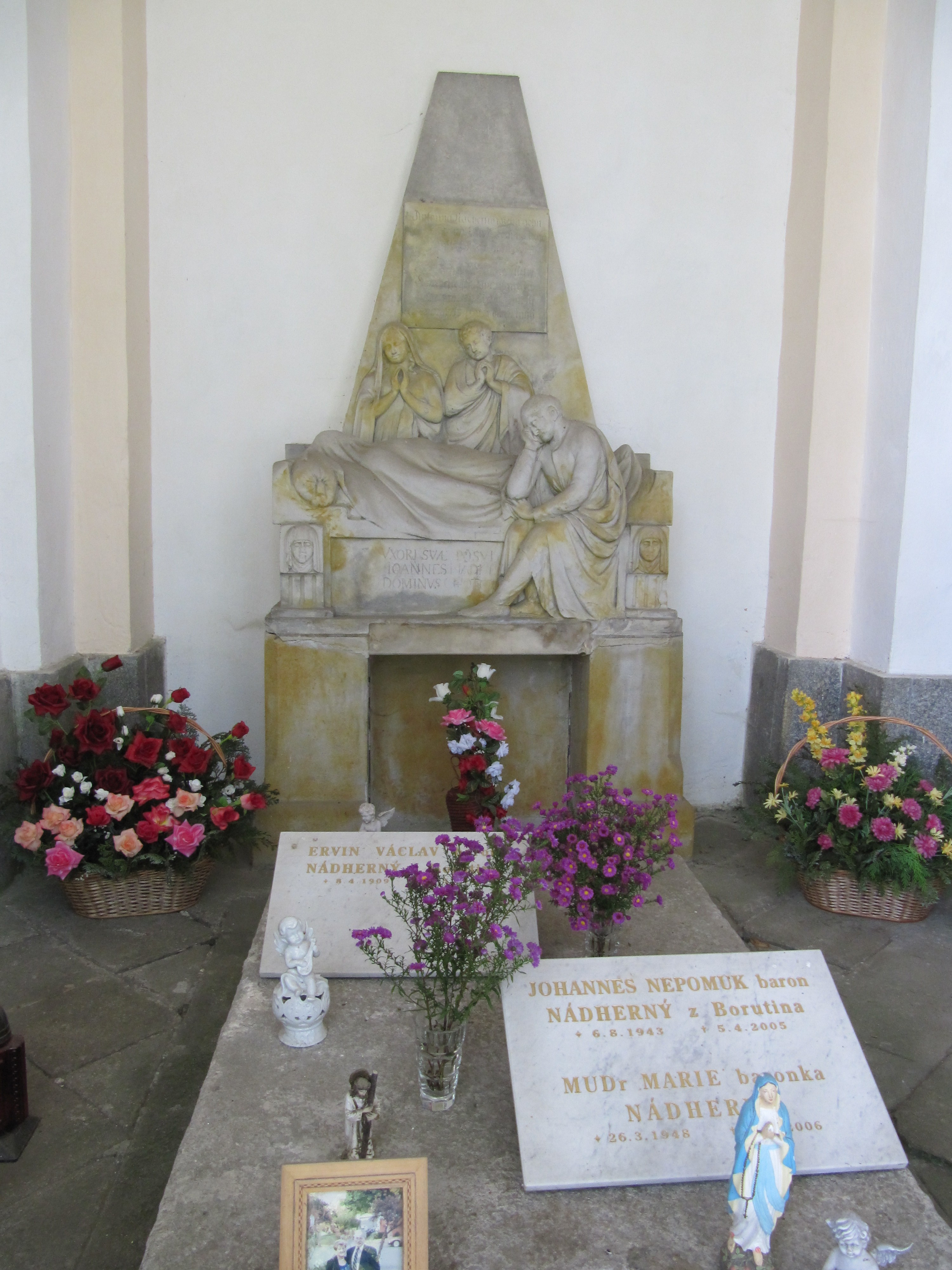
Náhrobek Antonie Nádherné, Chotoviny